# معركة رداع (2014)
معركة رداع 2014 هي معارك واشتباكات متقطعة بين جماعة الحوثيون والجيش المؤيد لعلي عبد الله صالح من جهة، وأنصار الشريعة ورجال القبائل من جهة أخرى، بدأت في 15 أكتوبر وسيطر أنصار الله على معاقل تنظيم القاعدة في 26 أكتوبر 2014.

## خلفية
تواجد عناصر تنظيم القاعدة في المناسح بعزلة قيفة منذ فترة وشن الجيش اليمني حملة في 28 يناير 2013 بعد أن فشل تأمين إطلاق سراح ثلاثة مختطفين أجانب خطفتهم عناصر قبلية من صنعاء وسلمتهم للتنظيم الإرهابي في رداع. وقالت الحكومة أن 450 من عناصر تنظيم القاعدة في جزيرة العرب قتلوا في الحملة. خلال تلك الحملات، كان التنظيم يقاتل بطريقته المعهودة وهو تفخيخ السيارات والأحزمة الناسفة في نقاط التفتيش التابعة للجيش، وماحققته قوات الجيش واللجان الشعبية (قبائل أبين) حينها كان طرد القاعدة وتمكينهم من تجميع أنفسهم في مكان آخر. وتعرضت المنطقة لعدة غارات أميركية بدون طيار نجحت إحداها في قتل «قائد الذهب» وستة من مرافقيه في 10 أغسطس 2013.
خالد الذهب، أخ المقتول، قال عقب مقتل أخيه عام 2013 أن عبد المجيد الزنداني وعلي محسن الأحمر قاموا باستقطاب إخوته وأبناء المواطنين وغسل أدمغتهم بدعوتهم للـ«جهاد» في العراق بينما أبناء الزنداني والأحمر في بيوتهم. وفي تصريح في 2012 سبق مقتل أخيه، اتهم خالد أنصار علي عبد الله صالح بتسهيل دخول الارهابيين بقيادة أخيه الآخر «طارق الذهب» لرداع و«مبايعتهم». وقايد الذهب هو شقيق نبيل الذهب قائد «رجال القبائل» حسب تسمية وسائل إعلام سعودية وأخرى تابعة لحزب التجمع اليمني للإصلاح، وكان قد أُعتقل بسورية وهو في طريقه إلى العراق عام 2005 وسُلم لجهاز الأمن السياسي بقيادة غالب القمش، وأُطلق سراح نبيل الذهب عام 2012 بعد صفقة عُقدت مع التنظيم تقضي بخروجهم من رداع في 24 يناير، ولكنهم انسحبوا إلى قرية المناسح فحسب.
نبيل الذهب ظهر في مقطع فيديو يتوعد فيه أنصار الله، تتلمذ وأخوته المنضمون لتنظيم القاعدة في جامعة الإيمان التابعة لحزب التجمع اليمني للإصلاح. في 14 يناير 2012، قرر طارق الذهب أن يسمح لتنظيم القاعدة بالسيطرة على موطن عائلته، رداع. بعد شهر واحد، قُتل طارق من قبل أخيه الأكبر الغير شقيق حزام الذهب الذي كان قلقاً من تداعيات دخول الارهابيين إلى المنطقة وإعلانهم طارق الذهب «أميرا»، فقتله الارهابيين بسيارة مفخخة أوقفت خلف سجن خاص بوالده - وجود سجون خاصة بمشايخ قبليين أمر شائع في «الدولة التي اسقطها الحوثيون» - وقرر نبيل الذهب إعادة تجميع عناصر التنظيم من جديد.
قضية وجود القاعدة في رداع تتجاوز مجرد التأثير الآيدولوجي لحزب التجمع اليمني للإصلاح التعليمية، إذ أن هناك تنافس بين أفراد هذه العائلة على النفوذ. طارق ونبيل وقايد وعبد الرؤوف الذهب هم أبناء أحمد بن ناصر الذهب، شيخ قبلي كان مقربا من عبد الله بن حسين الأحمر وأحد أعداء الرئيس المغتال إبراهيم الحمدي وقُتل في الثمانينات في حرب قبلية يعتقد موالون لحزب التجمع اليمني للإصلاح أن علي عبد الله صالح أثارها بغية التخلص منه، ولكنهم ليسوا أشقاء حزام وماجد وعلي الذهب الذين توارثوا المشيخة من والدهم ووزعوا ميراثه على أنفسهم وهو ماكان له دور في استجلاب القاعدة للمنطقة من قبل الاخوة الغير أشقاء كوسيلة لبسط النفوذ.

## الخط الزمني

### أكتوبر
تقدم أنصار الله ناحية محافظة البيضاء في 30 سبتمبر 2014 وشوهد عشرين طقم يحمل مسلحين لم تُعرف أعدادهم يتوجه من صنعاء ناحية البيضاء في ذلك اليوم. إلى منتصف أكتوبر، كان الحوثيون يعملون على تأمين الجبهات المطلة على المناسح عن طريق عقد التحالفات مع أبناء تلك المناطق. في 16 أكتوبر، أعلنوا سيطرتهم على جبل اسبيل المطل على المناسح. ووفقا لسي إن إن، قُتل 12 شخصاً بينهم خمسة من الحوثيين وقصف سلاح الجو اليمني معاقل لتنظيم القاعدة. سيطر أنصار الله على جبل حرية في 22 أكتوبر وقُتل نصر الحطام في ذلك اليوم إلى جانب عدد غير مؤكد من القتلى فلم تتوقر مصادر طبية يمكن الاعتماد عليها. ونصر الحطام كان إرهابيا مطلوباً للأجهزة الأمنية. تقدم الحوثيون من عدة جبهات لتطويق المناسح برداع وكانت تدعمهم أعداد كبيرة من عنس من محافظة ذمار.
سيطر الحوثيون على رداع في 24 أكتوبر وبدأوا بقصف المناسح بالأسلحة المتوسطة في ذات الليلة. وفقا لمواقع حزب التجمع اليمني للإصلاح، فإن «رجال القبائل»  قتلوا ثمانين من الحوثيين بمن فيهم ماجد الذهب وأسروا العشرات منهم وتمكنوا من اسقاط طائرة عسكرية في 25 أكتوبر. في 26 أكتوبر، تقدم الحوثيون في المناسح وأخذوا بتمشيط المنطقة تحسبا لعبوات ناسفة. وقاموا بتفجير منزل عبد الرؤوف الذهب وفر عناصر القاعدة إلى منطقة اسمها «يكلا» بقرب مأرب. وفقا لتنظيم القاعدة وحزب التجمع اليمني للإصلاح، فان الانسحاب بعد يوم واحد من «مقتل ثمانين حوثيا وأسر العشرات منهم» كان بسبب سقوط قتلى من النساء والأطفال. وتضاربت الأنباء حول مقتل نبيل الذهب في المواجهات في أكتوبر ولم يؤكد خبر مقتله سوى مأمون حاتم، أحد قيادات تنظيم القاعدة في جزيرة العرب في منشور له على موقع تويتر في 5 نوفمبر. ويُعتقد أنه قتل في غارة لطائرة أميركية بدون طيار في منطقة يكلا قرب مأرب، حيث جمع حزب التجمع اليمني للإصلاح بجزء كبير من عناصره تحسباً لهجوم من الحوثيين.
في 27 أكتوبر، أعلن أنصار الله عن اكتشافهم لمعتقل بجبل يسمى العُليب، وقصفوا خبزة بالأسلحة الثقيلة والمتوسطة في نفس اليوم. وأعلنوا القبض على أجانب بين الارهابيين، قناة المسيرة بثت لقاءً مع شخص يبدو أنه من شرق أفريقيا قالت أنه إثيوبي كان مشاركاً في القتال.

### ديسمبر
في 16 ديسمبر 2014، قُتِلَ 26 شخصاً بسيارتين مفخختين، معظم القتلى كُنَّ طالباتٍ في الصفوف الأولية. وفقا لصحف حزب التجمع اليمني للإصلاح، فان التفجير استهدف حاجز تفتيش للحوثيين كان بجواره حافلة نقل للطلاب. وأحد التفجيريين استهدف نقطة تفتيش قرب منزل عبد الله الإدريسي رئيس حزب المؤتمر الشعبي العام برداع، قناة العربية عينته «قياديا في جماعة الحوثي» وأعلنت عن مقتل «سبعين حوثيا». ولم تكن المرة الأولى، فقد سبق أن أعلن التنظيم استهداف منزل الإدريسي الذي وصفه بـ«مسؤول الحوثيين في رداع» في 20 أكتوبر. ولم يرد اسمه بين قتلى وجرحى هجوم 16 ديسمبر في قائمة وزارة الداخلية اليمنية. لم يتبنى تنظيم القاعدة العملية فوراً وذلك لانتشار خبر مقتل الطالبات، إلا أن جهات من حزب التجمع اليمني للإصلاح اتهمت الحوثيين بقتل الطالبات لاضفاء شرعية على معاركهم في رداع بتدبير من «الاستخبارات الأميركية والإيرانية» لان اكثار القتل «ليس من أدبيات القاعدة». وهو ماخرج به بيان تنظيم القاعدة في جزيرة العرب بالضبط لاحقاً بعد يومين من العملية وهو أن الحوثيين استهدفوا حافلة الطالبات بقذيفة وهددوا أهالي الطالبات من الحديث «خوفاً من انكشاف حقيقتهم»، وختم التنظيم بيانه بتأييده لما قال أنها مسيرات احتجاجية ضد «جرائم الحوثيين ضد المسلمين».

## 2015

### يناير
في 7 يناير 2015 وعقب تفجير كلية الشرطة بصنعاء، زعم حساب على موقع تويتر أن تنظيم القاعدة قتل خمسة عشر مسلحاً من أنصار الله. صحيفة «المصدر» قالت أن «رجال القبائل» نقلا عن «مصدر محلي»، قتلوا ثلاثة عشر مسلحاً منهم قائد ميداني أسمته كرار «الحبسي»، وسيطر «رجال القبائل» على أربعة نقاط حول المناسح لأربع ساعات من فجر 7 يناير ولكنهم انسحبوا منها لاحقاً، ولم توضح الصحيفة أسباب الانسحاب. لم يؤكد مصداقية الخبر أي مصدر آخر.

### فبراير
في 13 فبراير، اندلعت اشتباكات بين قوات الجيش والحوثيين من جهة وعناصر الإصلاح وتنظيم القاعدة من جهة أخرى في مديرية ذي ناعم، إذ أصيب اثنان من الحوثيين في تفجير استهدف دورية تابعة لهم فقام الحوثيين بتفجير منزل سالم الطيابي بحجة أن ابنه من عناصر تنظيم القاعدة. الطيابي هو عضو في المجلس المحلي لمحافظة البيضاء وكان عضوا في حزب المؤتمر الشعبي العام قبل استقالته عام 2011.
اندلعت اشتباكات في منطقة طياب بنفس المديرية في 14 فبراير، زعمت قناة العربية السعودية أن خمسة وثلاثين من الحوثيين قتلوا على إثرها وفقا لـ«مصادر خاصة». ولم يتسنى التأكد من صحة الدعاية السعودية.